# Thierry Poncelet
Thierry Poncelet (Brussel, 13 mei 1946) is een Belgisch kunstschilder die vooral bekend is om zijn antropomorfe hondenportretten.

## Biografie
Thierry Poncelet stamt uit de hoge Belgische burgerij. Zijn vader was Jacques Poncelet (1916-2012), procureur des Konings bij de rechtbank van eerste aanleg in Marche-en-Famenne, en zijn moeder Lydwine Borremans (1914-2012). Zijn grootvader langs vaderszijde, Jules Poncelet, was advocaat en politicus voor de Katholieke Unie en was van 1930 tot 1936 voorzitter van de Kamer van volksvertegenwoordigers. In 1932 werd hij benoemd tot minister van Staat en in 1936 werd hij als baron in de adelstand verheven. Zijn grootvader langs moederszijde, Pierre Borremans (1888-1961), was arts en betrokken bij de stichting in 1919 van L’Œuvre Nationale de l'Enfance om de grote kindersterfte en -armoede in de nasleep van de Eerste Wereldoorlog aan te pakken. Hij was ook de arts van de kinderen van de overleden Oostenrijkse keizer Karl I van Habsburg en zijn weduwe Zita, die van 1929 tot 1940 in ballingschap in België woonden.
Poncelets grootmoeder, die zelf een portretschilder was, stimuleerde hem om te tekenen en te schilderen. Hij voltooide zijn middelbaar onderwijs in Doornik en trok naar het Sint-Lucasinstituut in Brussel, waar hij schone kunsten studeerde. In het atelier van Max Massot bekwaamde hij zich begin jaren zeventig verder in het schilderen in traditionele stijl en in restauratietechnieken. Nadien vestigde hij zich als zelfstandig restaurateur en kunsthandelaar. Op een dag restaureerde hij het aristocratisch portret van een dame uit de 18de eeuw, terwijl zijn hond rond hem heen dartelde. Hij was zo beu gekeken op het lelijke en weinig expressieve hoofd van de vrouw, dat hij besliste om haar hoofd te vervangen door de kop van zijn cocker. Het resultaat was prachtig, maar tijdelijk, want de hondenkop moest er weer af om de restauratie te voltooien. Maar hiermee was wel het idee geboren.
Enige tijd later vroeg een vriend om het beroemde portret van Robert de Montesquiou door Giovanni Boldini te kopiëren en het hoofd te vervangen door het zijne. Het idee om hoofden op portretten te vervangen door nieuwe hoofden kreeg verder vorm, maar Poncelet besloot om zich op hondenkoppen te concentreren. Vrienden en collega’s waren laaiend enthousiast en vroegen hem om ook hun hond op die manier te vereeuwigen. De Aristochien werd zijn handelsmerk.
In 1987 stelde hij voor het eerst tentoon op de Zavel in Brussel en kreeg onmiddellijk succes. Sindsdien hield hij twee of drie exposities per jaar in België, Frankrijk of het Verenigd Koninkrijk. In 2013 trok Poncelet zich terug in de anonimiteit op zijn appartement in Monaco. Maar af en toe komt hij nog naar buiten met nieuw werk op een tentoonstelling.

## Aristochien
De Aristochien, Poncelets handelsmerk, is een portret van een mens waarbij het hoofd vervangen is door de kop van een hond.
Op veilingen, in antiekwinkels en openbare verkopingen gaat Poncelet eerst op zoek naar achttiende- en negentiende-eeuwse portretten. Daarna overschildert hij het gezicht meestal met dat van een hond of soms een kat. Om een sterk effect te bekomen is het van belang om dezelfde techniek en kleuren verf te gebruiken. Nadien krijgt het resultaat een passende titel. Poncelet kopieert ook bekende portretten en vervangt daarbij het gezicht door dat van een hond.
Daarnaast schilderde hij ook wel enkele apen, een varken, een kip en een eend. Zijn voorkeur gaat uit naar honden, omwille van de grote diversiteit tussen de hondenrassen. Naargelang het portret varieert hij bijvoorbeeld tussen een schattige chihuahua of een krachtige dobermann.
Het geheim van de Aristochien is de combinatie van een expressieve hondenkop op een aristocratisch menselijk lichaam. Een geposeerd portret krijgt op die manier een nieuwe twist en oude familiestukken worden zo aan de vergetelheid onttrokken. Poncelet zelf zegt dat in zijn portretten een stuk provocatie zit, maar ook humor, poëzie, respectloosheid en zelfs een gebrek aan nederigheid.
Portretschilders hebben op hem een belangrijke invloed gehad. Hij houdt van de psychologische portretten van Bronzino, Van Dyck, Winterhalter, Boldini en Modigliani. Poncelet bewondert de gravures van Grandville (1803-1847). In diens karikaturen kregen de personages steevast ook een bijpassende dierenkop.